# Gabriella Pescucci
Gabriella Pescucci (* 1941 oder 1943 in Rosignano Solvay) ist eine italienische Kostümdesignerin. Pescucci war in ihrer Karriere bislang dreimal für den Oscar für das „Beste Kostümdesign“ nominiert, 1994 erhielt sie ihn für Zeit der Unschuld.

## Leben und Werk
Pescucci erhielt ihre Ausbildung am Istituto Statale d’Arte di Firenze und an der Accademia di Belle Arti in Florenz. Nach dem Abschluss arbeitete Pescucci als Assistentin für Pierluigi Pizzi, Ezio Frigerio und Piero Tosi in Rom. Seit Ende der 1960er Jahre ist Pescucci für Film und Fernsehen tätig, arbeitet aber auch für Theateraufführungen. So entwarf sie unter anderem für Luca Ronconis Inszenierung des Il trovatore an der Bayerischen Staatsoper 1992 die Kostüme.

## Filmografie (Auswahl)
- 1970: Bataillon der Verlorenen (Uomini contro)
- 1975: Ein göttliches Geschöpf (Divina creatura)
- 1979: Orchesterprobe (Prova d’orchestra)
- 1980: Fellinis Stadt der Frauen (La città delle donne)
- 1984: Es war einmal in Amerika (Once Upon a Time in America)
- 1986: Der Name der Rose (Il nome della rosa)
- 1987: Die Familie (La famiglia)
- 1988: Die Abenteuer des Baron Münchhausen (The Adventures of Baron Munchausen)
- 1992: Indochine
- 1993: Zeit der Unschuld (The Age of Innocence)
- 1995: Der scharlachrote Buchstabe (The Scarlet Letter)
- 1998: Gefährliche Schönheit – Die Kurtisane von Venedig (Dangerous Beauty)
- 1998: Les Misérables
- 1999: Ein Sommernachtstraum (A Midsummer Night’s Dream)
- 1999: Die wiedergefundene Zeit (Le temps retrouvé)
- 2004: Van Helsing
- 2005: Charlie und die Schokoladenfabrik (Charlie and the Chocolate Factory)
- 2005: Brothers Grimm (The Brothers Grimm)
- 2007: Die Legende von Beowulf (Beowulf)
- 2009: Agora – Die Säulen des Himmels (Agora)
- 2011–2013: Die Borgias (The Borgias, Fernsehserie, 29 Folgen)
- 2014–2016: Penny Dreadful (Fernsehserie, 27 Folgen)

## Auszeichnungen
- Nastro d’Argento 1980: Auszeichnung für Fellinis Stadt der Frauen
- Oscarverleihung 1990: Nominierung für Die Abenteuer des Baron Münchhausen
- César 1993: Nominierung für Indochine
- Oscarverleihung 1994: Oscar für Zeit der Unschuld
- César 2000: Nominierung für Die wiedergefundene Zeit
- Oscarverleihung 2006: Nominierung für Charlie und die Schokoladenfabrik
- British Academy Film Awards 2006: Nominierung in der Kategorie Beste Kostüme für Charlie und die Schokoladenfabrik
- Emmy 2011: Auszeichnung für Die Borgias (Episode Die verkaufte Braut)[4]